# Rajd KAK 1966
Rajd KAK 1966 (17. KAK-Rallyt) – 17 edycja rajdu samochodowego Rajd KAK rozgrywanego w Szwecji. Rozgrywany był od 13 do 14 lutego 1966 roku. Była to druga runda Rajdowych Mistrzostw Europy w roku 1966.

## Klasyfikacja rajdu
| Miejsce                      | Kierowca                     | Pilot                        | Samochód                     | Czas                         | Strata                       |                              |
| Klasyfikacja generalna i ERC | Klasyfikacja generalna i ERC | Klasyfikacja generalna i ERC | Klasyfikacja generalna i ERC | Klasyfikacja generalna i ERC | Klasyfikacja generalna i ERC | Klasyfikacja generalna i ERC |
| ---------------------------- | ---------------------------- | ---------------------------- | ---------------------------- | ---------------------------- | ---------------------------- | ---------------------------- |
| 1.                           | Åke Andersson                | Sven-Olof Svedberg           | Saab 96 Sport                | 12:25:54                     | 0.0                          |                              |
| 2.                           | Simo Lampinen                | Bo Ohlsson                   | Saab 96                      | 12:30:03                     | +4:09                        |                              |
| 3.                           | Tom Trana                    | Sölve Andreasson             | Volvo 122 S                  | 12:35:35                     | +9:41                        |                              |
| 4.                           | Carl Orrenius                | Gustaf Schröderheim          | Saab 96                      | 12:45:16                     | +19:22                       |                              |
| 5.                           | Lillebror Nasenius           | Bengt Frodin                 | Opel Rekord                  | 12:50:27                     | +24:33                       |                              |
| 6.                           | Arne Hallgren                | Egon Forslund                | Saab 96                      | 12:58:54                     | +33:00                       |                              |
| 7.                           | Olof Karlberg                | Sven Simonsson               | Volvo Amazon 122 S           | 13:07:22                     | +41:28                       |                              |
| 8.                           | Hans Lund                    | Björn Wahlgren               | Saab 96 Sport                | 13:12:21                     | +46:27                       |                              |
| 9.                           | Curt Johansson               | Roland Ånöstam               | Volkswagen 1600 TL           | 13:19:23                     | +53:29                       |                              |
| 10.                          | Vic Elford                   | John Davenport               | Ford Cortina Lotus MK1       | 13:19:57                     | +54:03                       |                              |